# 紺屋町 (徳島市)
紺屋町（こんやまち）は、徳島県徳島市の町名。新町地区に属している。郵便番号は770-0918。

## 地理
紺屋町はJR徳島駅から南に位置する繁華街の中央にある町で、阿波踊りを中心に考えられた街である。秋田町や籠屋町同様、飲食店や居酒屋が集中しているが、なかにはキャバクラやホストクラブも存在する。

## 歴史
1949年（昭和15年）に現在の町名になり、1975年（昭和50年）までは一丁目から二丁目まで存在した。元は富田浦町の一部で1950年（昭和16年）に富田浦町の一部、1951年（昭和17年）に富田町・籠屋町・大工町の各一部を編入。
1985年（昭和60年）に「紺屋町シンボルロードモニュメント」として阿波踊りカラクリ時計が設置されており、2007年（平成19年）8月1日
に映画「眉山」の衣装や7色のLED照明を兼ね備えリニューアルオープンした。夏には阿波踊りの演舞場のひとつである「紺屋町演舞場」が設営される。町の中央を徳島県道136号宮倉徳島線が通り、県道沿いを中心に紺屋町商店街が置かれている。

## 世帯数と人口
2022年（令和4年）9月1日現在の世帯数と人口は以下の通りである。
| 町丁   | 世帯数 | 人口 |
| ------ | ------ | ---- |
| 紺屋町 | 24世帯 | 47人 |

## 小・中学校の学区
市立小・中学校に通う場合、学区は以下の通りとなる。
| 番地 | 小学校             | 中学校             |
| ---- | ------------------ | ------------------ |
| 全域 | 徳島市立新町小学校 | 徳島市立富田中学校 |

## 交通

### 道路
一般国道
- 国道438号

都道府県道
- 徳島県道136号宮倉徳島線

### バス
徳島バス・徳島市営バス
- 紺屋町

## 施設
企業
- 徳島信用金庫
- ビザン薬局（1999年（平成11年）によんやくとなる）

商店街
- アクティ21
- 紺屋町商店街

その他
- 徳島市営紺屋町地下駐車場
- 阿波踊りカラクリ時計